# Casa Canals (Caldes de Montbui)
La Casa Canals és una casa modernista de Caldes de Montbui (Vallès Oriental) protegida com a bé cultural d'interès local. La casa és unifamiliar i ocupa la cantonada entre dos carrers que conflueixen en angle, amb un desnivell d'una planta entre les dues façanes. Resol la transició de la cantonada, estant adossada sols per una banda.

## Descripció
S'observa l'estructura tradicional de murs portants i forjats unidireccionals de biguetes. La coberta de la part més alta de l'edifici és inclinada a una vessant i és de teula àrab, la resta de la coberta és plana i transitable.
Hi ha una clara dualitat de les façanes, és a dir, una falta total de lligam entre la façana del passeig del Remei i la del carrer Major. La que té una composició més original és la que dona al Passeig. La part que té solament planta baixa té un arc en baix relleu, dins el qual s'obre la porta al local comercial. La resta de la façana del Passeig està composta per tres bandes verticals de forats amb un eix de simetria central. Al pis superior hi ha un balcó corregut que engloba les tres portes d'iguals característiques. A la planta inferior la porta d'entrada està al centre, amb una finestra a cada costat, d'iguals dimensions. La planta baixa té un sòcol d'aplacat de pedra fins al terç superior de les finestres, rematat per una línia de rajoles amb motius florals de vius colors. La resta, fins al forjat de la planta pis, és arrebossat de color siena clar. A la planta superior la superfície també està arrebossada, però pintada de color blanc. L'edifici queda rematat per una clara línia horitzontal a manera de cornisa o barana. A la façana trobem diferents recursos i elements arquitectònics de decoració de gran subtilesa i d'inspiració modernista: el singular i original coronament a manera de barana amb formes lliures i sinuoses, els elements de transició utilitzats en les cantonades dels cossos, la línia de rajoles amb motius florals de vius colors que separa el sòcol i el gran treball de ferro forjat de les baranes i reixes.

## Història
La casa era coneguda per "Cal Mussenya". La part de baix de l'edifici que dona al carrer Major era una antiga destil·leria i la part de la casa que dona al passeig del Remei era la botiga i l'habitatge. El 1930 passà a ser servei de correus, però cap als anys 80 es traslladà. El senyor Canals, actual propietari, comprà la casa i establí una oficina d'obres. Conserva amb molta cura els plànols originals de l'alçat i la secció de la casa, que va realitzar Manel Raspall. Els plànols estan datats l'any 1910 i ens fan conèixer l'època de la seva construcció, aproximadament 1912, així com l'antic propietari, que es deia Josep Samsó. Els dibuixos ens mostren, comparant-los amb la realitat, que l'edifici es va projectar en planta pis d'una manera força diferent a la que realment es va construir. En l'alçat del passeig del Remei la primera planta estava formada sols per una obertura, a diferència de les tres que hi ha. La coberta, en el projecte original era a dues vessants i molt més inclinada. Aquestes modificacions van ser realitzades pel mateix arquitecte quan es va començar a construir la casa. Raspall utilitzava força en aquella època el sòcol de pedra en diferents edificis, i en general una gran gamma d'elements d'ornamentació, com els medallons i els elements en cantonades que fan de transició. Això també es fa patent en aquesta obra, que és del més pur estil modernista. Al llarg del temps s'han fet algunes reformes en la distribució interior. Segons ens han explicat, Antoni Piera, avantpassat de l'actual família Berenguer, va pintar la façana que dona al carrer Major.
La casa està situada en el passeig del Remei, construït als voltants de 1860 i empedrat entre els anys 1918-1919. Pren el nom del passeig del Remei perquè aquest porta a l'antiga ermita del Remei. Les edificacions del passeig es realitzaren principalment a finals del segle xix i principis del XX. L'arquitectura és força homogènia, sobretot amb la tipologia bastant similar de cases unifamiliars d'estiueig entre mitgeres, ja que es van construir totes en un determinat període bastant curt.